# Itatin
Itatin (pl. Itatines), ili sjeverni Guarani su jedno od starih plemena Guarani Indijanaca koji su bili locirani na 22° S. širine i 57° W. dužine) od rijeke Apa do rijeke Mbotetey (Miranda). Teritorij na kojem su živjeli u tadašnje vrijeme po njima je bio nazivan ' provincija Itatin ', i na njemu su jezuiti 1631. podigli četiri misije, koje su već 1632. uništili mameluci iz São Paula. Kasnije su dvije misije ponovno podignute na istom području. Oni su mogući preci današnjih Paï-Tavytera.
Stari Itatini poznavali su igru s gumenom loptom a bila je popularna na jezuitskim misijama do 18. stoljeća.